# 新垂井線
新垂井線（しんたるいせん）は、東海道本線大垣駅 -（旧・新垂井駅）- 関ケ原駅間の東海道本線下り迂回線の通称である。国土交通省監修の『鉄道要覧』では、垂井駅経由が東海道本線の「本線」で、本項は東海道本線「支線」である。
これは、太平洋戦争中に輸送力増強のために迂回して敷設された旧・新垂井駅を経由する東海道本線大垣駅 - 関ケ原駅間を別線として扱ったものである。

## 概要
東海道本線大垣駅 - 関ケ原駅 - 近江長岡駅 - 米原駅間は、関ヶ原・伊吹山越えの難所として知られ、その東側斜面の垂井駅 - 関ケ原駅間は、ほぼ直線ながら20 - 25‰（パーミル）の急勾配が連続する区間で、下り列車が関ケ原駅へ向かう場合は、登り勾配となる。そのため、大垣駅 - 関ケ原駅の改良を行い、上り線を1線、下り線は2線として、合計3線構造となっている。
大垣駅 - 南荒尾信号場 - 関ケ原駅間のうち、南荒尾信号場 - 関ケ原駅間は前述の下り線勾配緩和のため、単線で下り列車用の別線が建設された。途中には新垂井駅が設けられていたことから、通称：新垂井線と呼ばれるようになった。新垂井線は垂井町の町域北部にあり、町域南部を通る上り本線および垂井線から離れたところに敷設されている。
新垂井線は、原則として特急列車や貨物列車が通過する。かつては新垂井駅に停車する下り普通列車も運行されたが、新垂井駅自体が1986年（昭和61年）11月1日に廃止され、それ以降普通列車は全て垂井駅経由となり、下り普通列車はすべて垂井線を走行するようになった（配線略図参照）。ただし、垂井駅に停車しないことを前提とした乗車券のみで利用できる臨時の快速列車が新垂井線経由で運行された実績はある。

### 新垂井線と垂井線の関係
新垂井線と垂井線の関係性は下表のようになる。
| 路線     | 正式上の路線名称         | 運行上の名称           | 方向                                                              | 経由             | 走行列車               | 最高速度 |
| -------- | ------------------------ | ---------------------- | ----------------------------------------------------------------- | ---------------- | ---------------------- | -------- |
| 新垂井線 | 東海道本線（支線）       | （東海道本線）下り本線 | 下り                                                              | 新垂井駅（廃駅） | 特急列車、貨物列車のみ | 120km/h  |
| 垂井線   | 東海道本線（本線下り線） | 垂井線                 | 南荒尾信号場ｰ垂井駅：下りのみ 垂井駅 - 関ケ原駅：双方向に走行可能 | 垂井駅           | 普通列車のみ           | 85km/h   |

表中にある「正式上の路線名称」と「運行上の名称」の関係は、前者が国土交通省監修の『鉄道要覧』上および国鉄時代に制定された日本国有鉄道線路名称やそれを基にした国鉄時代の時刻表の線名索引上の路線名称で、後者は、JR東海が運行上で制定した名称で、JR東海が国土交通省に提出している書類である「事業基本計画」では、本項区間における東海道本線は「熱海〜米原」「大垣〜関ケ原（垂井経由）」と記載されている。これは、旧・新垂井駅経由の支線を本線と扱い、垂井駅経由を別線扱いとしている。よって当該区間は運行上、「下り本線」が旧・新垂井駅経由の支線、「上り本線」が垂井駅経由の本線上り線線路、「垂井線」が垂井駅経由の本線下り線線路である。

## 歴史
本節では、本稿と関係性がある関ヶ原・伊吹山越え区間の線路施設全体の沿革を記述する。

### 関ケ原駅 - 長浜駅間の建設から東海道本線全通まで
東海道本線には、25‰の急勾配区間が3ヶ所あり、そのうちの1つが関ヶ原・伊吹山越え（他2ヶ所は、箱根越えと逢坂山越え）と呼ばれていた。名古屋駅 - 京都駅間の鉄道建設のうち、1876年（明治9年）4月に大垣駅 - 米原駅間は、西側の米原から天野川の川筋へ向かって東進、醒ヶ井、梓、柏原を経て今須に進出、中仙道の直下を隧道（トンネル）で抜けて松尾村、関ヶ原、垂井を経て大垣へと至る計画で建設されることになった。しかし、1880年（明治13年）1月に、米原駅 - 敦賀駅間の経路変更に伴い、関ヶ原への線路は北国街道を長浜から直接関ヶ原へ向かう経路へと変更になった。その後、関ケ原駅 - 長浜駅間は官営鉄道として1883年（明治16年）5月1日に開業、この区間には春照（すいじょう）駅が設置され、1885年（明治18年）3月16日に上阪（こうざか）駅が開業した。
1884年（明治17年）5月25日に大垣駅 - 関ケ原駅間が開業、これにより大垣駅から京都駅または敦賀駅に至る旅客・貨物輸送が、長浜駅 - 大津駅間の太湖汽船会社による琵琶湖湖上連絡を利用することにより開始となった。1889年（明治22年）7月1日に、関ケ原駅 - 春照駅間にある深谷（ふかたに、開業当時駅の設置はなし。駅開業までは分岐点と表記）から長岡駅（現・近江長岡駅）を経由して、米原駅まで至る線路が開通、これにより東海道本線が全通した。同時に米原駅 - 長浜駅間の開業と、分岐点 - 長浜駅間および春照駅は廃止となるが、後者の線路は残され、この区間は1891年（明治24年）1月21日に貨物線として復活し、分岐点には深谷駅が開業した。

### 伊吹山東西側斜面の線路改良から戦前まで
大垣駅 - 関ケ原駅 - 長岡駅間は伊吹山東西側斜面にあたり、両者共25‰の急勾配が連続する区間であった。この区間においては、勾配を10‰程度に抑える勾配緩和対策が施工され、関ケ原駅 - 長岡駅間と大垣駅 - 関ケ原駅間に分けられて施工された。
関ケ原駅 - 長岡駅間は、伊吹山の西側斜面にあたり、25‰の急勾配が連続する区間であった。このため、勾配を10‰程度に抑える改良工事が計画され、1895年（明治28年）の第7回鉄道会議でこの区間の勾配改良についての説明では、深谷駅経由のルートを南側へ迂回させ、長岡から天ノ川流域を南進して天ノ川橋梁を架橋、柏原（かしわばら）駅を新設、さらに中山道を横断して滋賀県から岐阜県に入り、今須隧道と藤古川橋梁経由で10‰の勾配に改良するというもの。その後、1899年（明治32年）10月15日に関ケ原駅 - 長岡駅間が開業、同年12月28日に関ケ原駅 - 深谷駅 - 長浜駅間の貨物線および深谷駅 - 長岡駅間が廃止となる。なお、長岡駅は1914年（大正3年）12月1日に近江長岡駅と改称した。
東海道本線の難所越え区間で最後まで急勾配が残った大垣駅 - 関ケ原駅間は、伊吹山の東側斜面にあたり、垂井駅 - 関ケ原駅間は、ほぼ直線ながら20 - 25‰の急勾配が連続する区間で、下り列車が関ケ原駅へ向かう場合は、登り勾配となるため、本区間は明治時代より改良の調査をしていた。1940年（昭和15）年になると軍事輸送が増加、下り列車の補機連結のため、上り列車の補機の回送があるなどで、線路容量が極度に切迫、東海道本線中最大の隘路となった。そこで、下り線勾配緩和のため、勾配を10‰に抑えた単線の下り列車用別線を建設、1944年（昭和19年）10月11日に開業した。この線路は新垂井線とも呼ばれ、垂井駅の北方を大きく迂回するが、大垣駅 - 垂井駅間および大垣駅 - 新垂井駅間の駅間キロ程は、従来の垂井駅経由と同一にした。ただし、実際の駅間キロ程は新垂井駅経由の方が2.9km長い（詳細は後述。また、この区間の運賃計算の特例については後述を参照）。当初の計画では在来線は複線のままで残し、新線は下り長距離列車のみを通過させ、その他の列車は従来の下り線を通す予定であった。しかし、戦争による軌条の供給状況が切迫しているため、計画変更を余儀なくされ、この迂回線開業と同時に、下り本線は廃止され2線運転となり、さらに、線路も撤去されてしまった。このため、垂井町の人々は、下り列車は新垂井駅、上り列車は垂井駅を利用しなければならず、しかも両駅間は3.0km近く離れている。そこで、両駅を連絡するバスも運行されたが、不便この上なかった。

### 戦後の新垂井線
新垂井線は、単線で途中に新垂井駅が設置されたが、当駅に停車する普通列車は1日に6 - 7本程度であった。戦後、東海道本線の輸送需要の増加を背景に、この新垂井線には、特急「こだま」号などの数々の優等列車や「たから号」やフレートライナーなどの貨物列車が通過していった。なお、1986年（昭和61年）11月1日に新垂井駅が廃止され、これ以降普通列車は全て垂井駅経由での運行となった。

#### 年表
- 1883年（明治16年）5月1日：官営鉄道関ケ原駅 - 長浜駅間開業
- 1884年（明治17年）5月25日：官営鉄道大垣駅 - 関ケ原駅開業
- 1889年（明治22年）7月1日：官営鉄道分岐点（深谷） - 長岡駅 - 馬場駅（現・膳所駅）間および米原駅 - 長浜駅間開業開。東海道本線全通。分岐点 - 長浜駅間および春照駅廃止
- 1891年（明治24年）1月21日：官営鉄道分岐点 - 長浜駅間貨物線として復活。関ケ原駅 - 長岡駅間に深谷駅開業
- 1899年（明治32年）
  - 10月15日：官営鉄道関ケ原駅 - 長岡駅間は、今須隧道と藤古川橋梁経由のルートで単線開業
  - 12月28日：官営鉄道関ケ原駅 - 深谷駅 - 長浜駅間の貨物線および深谷駅 - 長岡駅間がルート変更により廃止
- 1901年（明治34年）11月6日：官営鉄道関ケ原駅 - 長岡駅間複線化完成
- 1914年（大正3年）12月1日：長岡駅が近江長岡駅と改称
- 1944年（昭和19年）10月11日：東海道本線大垣駅 - 関ケ原駅間に新垂井駅経由の下り線専用新線（新垂井線）開業。同日新垂井駅開業および南荒尾信号場 - 垂井駅 - 関ケ原駅間の下り本線廃止
- 1946年（昭和21年）11月1日：廃止された下り本線（垂井線）が復活。ただし、この区間は普通列車のみ運行
- 1986年（昭和61年）11月1日：新垂井駅廃止。これ以降普通列車は全て垂井駅経由での運行となる

## 運行形態
本節では、2021年3月13日以降の運行形態について説明する。

### 南荒尾信号場 - 関ケ原駅間 線路配線
| ← 大垣・ 名古屋方面 | 南荒尾信号場 - 関ケ原駅間 線路配線略図 | → 米原方面 |
| | ↓ 美濃赤坂駅                           |            |
| 凡例 出典: 色付き線の名称の凡例 本線上り：正式には本線上り線 本線下り：支線（新垂井線） 垂井線：正式には本線下り線 美濃赤坂線：大垣駅 - 美濃赤坂駅間の支線（美濃赤坂線を参照） |                                        |            |

新垂井線は、上図のように南荒尾信号場の分岐から、上り本線をアンダークロスして上り本線の北側を大きく迂回、かつてあった旧・新垂井駅を過ぎ、関ケ原駅垂井方で上り本線をオーバークロス、関ケ原駅構内は上り本線と垂井線の間に割り込む配線で、関ケ原駅は主に3番線を使用する。下り特急列車および貨物列車は、この線路を通過する。配線上関ケ原駅構内では、2番線および上り本線（4番線）へ進入できる。また、新垂井駅のホームは待避線上に設けられていた。

### 新垂井線の運行形態
前述の通り、新垂井線を走行する列車は、下り特急列車および貨物列車（臨時列車除く）のみである。特急列車は「しらさぎ」（名古屋駅・米原駅 - 敦賀駅間 東海道本線・北陸本線経由）8本と高山発大阪行きの「ひだ」（36号）および夜行列車の「サンライズ出雲・瀬戸」が1本の計10本、貨物列車は「スーパーレールカーゴ」といった列車などが通過している。なお、大阪行きの「（ワイドビュー）しなの」も通過していたが、2016年（平成28年）3月26日のダイヤ改正で、名古屋駅 - 大阪駅間の1往復が運行取りやめとなった。

## データ

### 駅一覧
新垂井線の駅・信号場などを以下に一覧表で示す。
- 営業キロは新垂井線起点の大垣駅から関ヶ原駅までの営業キロを表記する（関ケ原駅の累計営業キロは、新垂井線の正式上の営業キロ）。
- 上記の他、新垂井線の実キロも表記する。なお、営業キロよりも2.9km長い（下表を参照）[23]
- 南荒尾信号場・新垂井駅・関ヶ原駅の駅間キロおよび累計キロを ( ) で表しているのは、南荒尾信号場が旅客駅ではないことと、新垂井駅が廃止されているため（ただし、南荒尾信号場の実キロと、そこから関ヶ原駅までの実キロは ( ) なし）。
- 大垣駅 - 南荒尾信号場間は全列車が走行するが、南荒尾信号場 - 関ケ原駅間を走行するのは、特急列車および貨物列車のみ（臨時列車を除く）で、区間快速・快速・新快速・特別快速列車はいずれも垂井線を走行する。
- 全駅・信号場とも岐阜県内に所在
- 線路 … ∥：複線区間、｜：単線区間（旧・新垂井駅は待避線路あり）、∨：ここより下は単線

| 駅番号 | 駅名         | 駅間 営業キロ | 駅間 実キロ | 累計 営業キロ | 累計 実キロ | 備考                                               | 線路 | 所在地 | 所在地   | 所在地   |
| ------ | ------------ | ------------- | ----------- | ------------- | ----------- | -------------------------------------------------- | ---- | ------ | -------- | -------- |
| CA77   | 大垣駅       | -             | 0.0         | -             | 0.0         | 新垂井線の正式起点駅                               | ∥    | 大垣市 | 大垣市   |          |
|        | 南荒尾信号場 | (3.1)         | 3.1         | (3.1)         | 3.1         | 本線下り線（垂井線）との分岐点                     | ∨    | 大垣市 | 大垣市   |          |
|        | 新垂井駅     | (5.0)         | (8.3)       | (8.1)         | (11.4)      | 1986年廃止                                         | ｜   | 不破郡 | 垂井町   | 垂井町   |
| CA79   | 関ケ原駅     | (5.7) (10.7)  | (5.3) 13.6  | 13.8          | 16.7        | 新垂井線の正式終点駅（本線下り線（垂井線）と合流） | ∥    | 不破郡 | 関ケ原町 | 関ケ原町 |

1. 1 2  南荒尾信号場を抜いた大垣駅からの駅間キロは右記と同様
2. 1 2  累計キロは垂井駅経由と同じ距離
3. 1 2  下段は南荒尾信号場からの駅間キロ

### 運賃計算の特例
新垂井駅が営業当時「旅客営業規則」「旅客営業基準規程」の第150号には、同駅発着の場合の区間外乗車の取り扱いの特例が明示されており、以下の特例が設定され、末尾カッコ内の駅で途中下車しない限り、区間外乗車が可能となっていた。
1. 関ヶ原以遠（柏原方面）の各駅発新垂井駅着の乗車券、大垣経由関ヶ原・新垂井間（垂井駅または大垣駅）
2. 新垂井発大垣以遠（荒尾または穂積方面）の各駅着の乗車券、関ヶ原経由新垂井・大垣間（関ケ原駅または垂井駅）

1.については、柏原駅以遠から新垂井駅へ行きたい場合、新垂井線が下り線専用なので関ケ原駅からでは行くことができない、よって一旦大垣駅まで行き、そこで新垂井駅経由の列車に乗り換えて新垂井駅で下車しても、垂井駅または大垣駅で途中下車しない限り、柏原駅以遠 - 関ケ原駅 - 垂井駅間の運賃で計算される。2.ついては、新垂井駅から荒尾駅または穂積駅以遠へ行きたい場合、新垂井駅から直接大垣駅へ行くことができない。よって一旦関ケ原駅まで行き、そこで垂井駅経由の列車に乗り換えて荒尾駅または穂積駅以遠で下車しても、関ケ原駅または垂井駅で途中下車しない限り、垂井駅 - 大垣駅 - 荒尾駅または穂積駅以遠の運賃で計算される。
この、特例は大垣駅 - 垂井駅間の距離は8.1km、大垣駅 - 新垂井駅間の距離は11.4kmであるが、運賃計算は大垣駅 - 垂井駅間の距離が適用され、垂井駅 - 関ケ原駅間は5.7km、新垂井 - 関ケ原駅間は5.3kmであるが、運賃計算は垂井駅 - 関ケ原駅間の距離が適用されるため、つまり新垂井駅から大垣駅、関ケ原駅から新垂井駅へ行く時の運賃は、前者が大垣駅 - 垂井駅間の距離で、後者が垂井駅 - 関ケ原駅間の距離でそれぞれ計算される。さらに言えば、名古屋駅から特急列車に乗って米原駅以遠の各駅や北陸本線の各駅に往く場合の運賃計算は、新垂井駅経由であっても垂井駅経由で計算される。これは大垣駅 - 垂井駅 - 関ケ原駅間および大垣駅 - 新垂井駅 - 関ケ原駅間の駅間キロ程は、従来の垂井駅経由と同一（垂井駅・新垂井駅とも東京起点418.1km、関ケ原駅は垂井駅経由で東京起点423.8km）にしたためである。なお、この特例は1986年（昭和61年）11月1日に新垂井駅が廃止となったため、新垂井駅発着の特例は廃止されたが、新垂井線の営業キロは、垂井駅経由と同一なのでまだ残っている。